# Prawa dziecka
Prawa dziecka – przedmiot działalności Organizacji Narodów Zjednoczonych, której efektem jest przyjęcie źródeł międzynarodowej ochrony praw dziecka, m.in. Deklaracji Praw Dziecka z 1959 roku oraz traktatów międzynarodowych, w szczególności Konwencji o prawach dziecka z 1989 roku.
W 2000 roku utworzono w Polsce urząd Rzecznika Praw Dziecka.

## Podstawowe prawa dziecka

### Kategorie praw dziecka
- osobiste, umożliwiające rozwój dziecka. Są to: prawo do życia, prawo do tożsamości, prawo do wychowania w rodzinie i do kontaktów z nią w przypadku rozłączenia, prawo do adopcji, prawo do wyrażania własnych poglądów, prawo do informacji, prawo do rozwoju, prawo do własnego zdania oraz prawo do ochrony przed poniżającym traktowaniem (prawo do nietykalności osobistej);
- polityczne lub publiczne, dzięki którym dziecko wyraża swoje poglądy i uczestniczy w życiu swojej grupy, społeczności, państwa. Są to prawa: prawo do posiadania obywatelstwa, prawo do wyrażania własnych poglądów, swobody wyznania, prawo do uczestniczenia w stowarzyszeniach;
- socjalne, które są obowiązkami państwa i dorosłych do stworzenia odpowiednich warunków do rozwoju umysłowego i fizycznego dziecka. Są to: prawo do godnych warunków życia i odpowiedniego poziomu życia, prawo do opieki zdrowotnej, prawo do odpoczynku;
- ekonomiczne, umożliwiające dziecku przygotowywanie się do niezależności materialnej od innych. Najważniejszym jest prawo do nauki; ponadto ochrona prawa pracy podejmowanej, czy to w ramach obowiązku nauki czy wakacyjnego zarobku.
- kulturalne, obejmujące prawo do oświaty, nauki, kultury i wypoczynku, a także sprzężone z nimi obowiązki państw do stworzenia warunków dla korzystania z tych dziedzin.

W związku z postępem naukowo-technicznym, w szczególności postępującą cyfryzacji różnych obszarów życia społeczno-gospodarczego (m.in. edukacji, kultury czy pracy) powyższe prawa powinny być interpretowane przez pryzmat szans i wyzwań, jakie dla rozwoju dziecka stwarza środowisko cyfrowe. 

## Historia idei praw dziecka

### Początki
Oświeceniowa refleksja nad prawami człowieka w ogóle zapoczątkowała refleksję nad miejscem dziecka w społeczeństwie i podjęcie działań na rzecz jego ochrony. Przykładem tego może być brytyjski Children Act z 1908 roku, zabraniający zatrudniania małych dzieci w kopalniach, fabrykach i rolnictwie.
Ruch obrony praw dziecka stopniowo rósł w siłę. Od przedsięwzięć edukacyjno-filantropijnych, podejmujących starania na rzecz dzieci opuszczonych i wyzyskiwanych, przeszedł do zorganizowanych działań na rzecz zapewnienia ochrony prawnej dzieci przez państwo. Inicjatywy podejmowane na płaszczyźnie międzynarodowej na początku XX w. zaowocowały powołaniem w 1920 roku Międzynarodowego Związku Pomocy Dzieciom (UISE) z siedzibą w Genewie. Początkowo gromadził on fundusze na rzecz pomocy dzieciom – ofiarom wojny, stopniowo podejmując starania w celu międzynarodowego uregulowania prawnego ochrony dzieci. W 1924, dzięki jego staraniom, Zgromadzenie Ligi Narodów przyjęło Deklarację Praw Dziecka, zwaną Genewską.
Ochroną dzieci od chwili swego powstania zajmuje się stowarzyszona wpierw z Ligą Narodów, następnie z ONZ, Międzynarodowa Organizacja Pracy, (p. praca dzieci).
Na dalszą ewolucję praw dziecka wpływ miały również nowoczesne koncepcje pedagogiczne, wśród których warto wspomnieć postulaty polskiego pedagoga Janusza Korczaka. W 1920 roku opublikował on pracę "Magna Charta Libertatis", w której za podstawę praw dziecka uznał poszanowanie osoby dziecka. Jego postulat poszanowania dziecka na równi z dorosłym ("Nie ma dziecka, jest człowiek") wyprzedził znacznie swoją epokę.

### Prawa dziecka w okresie powojennym
Pracę na rzecz promocji praw dziecka po wojnie przejęła Organizacja Narodów Zjednoczonych wraz z utworzoną w 1945 roku agendą UNESCO. Celem UNESCO jest niesienie pomocy dzieciom na całym świecie.
W 1946 roku na wniosek Polski powstał Fundusz Narodów Zjednoczonych na rzecz Dzieci.
Po wieloletnich pracach Zgromadzenie Ogólne ONZ przyjęło w 1959 roku Deklarację Praw Dziecka. Z uwagi na charakter prawny nie uzyskała ona mocy obowiązującej. W 1989 roku w ramach ONZ została uchwalona Konwencja o Prawach Dziecka. W 1996 roku Rada Europy zainicjowała Konwencję o wykonywaniu praw dzieci która nabrała mocy w 2000 roku.

## Prawa dziecka w Polsce
W Polsce aktami prawnymi, gwarantującymi prawa dziecka, są:
- Konstytucja RP
- Konwencja o prawach dziecka
- Ustawa o Rzeczniku Praw Dziecka